# El show de Joan Monleón
El show de Joan Monleón fue un programa de variedades de Televisión Valenciana presentado por Joan Monleón (actor y cantante en grupos como Els Pavesos) que empezó a emitirse durante la primera etapa de Canal 9-TVV (1989) de lunes a viernes de 20:30 h a 21:00h, y que se mantuvo en antena hasta 1997, logrando una gran popularidad y convirtiéndose en un mito de la televisión en la Comunidad Valenciana.
El programa fue considerado en su momento como el primer «talk-show» en la Comunidad, emitido durante los primeros años de la televisión autonómica valenciana. En el año 2019 se realizó un documental de referencia sobre su presentador, el propio programa y su impacto en la cultura popular valenciana de la época.